# Српска коалиција (Црна Гора, 2017)
Српска коалиција (СK) је бивша српска политичка коалиција у Црној Гори. Основана је средином 2017. године, након склапања политичког споразума између Српске листе на челу са Добрилом Дедеићем и Српске странке на челу са Милованом Живковићем. Овој коалицији је у вријеме њеног оснивања приступила и Странка пензионера, инвалида и социјалне правде Црне Горе на челу са Смајом Шаботићем, као и Српски сабор Завјетници на челу са Робертом Жижићем. Коалицији су такође приступиле и неке друге организације: Синдикат незапослених, Покрет за Евроазијску унију и Центар за развој демократије и људских права.
Прве најаве о будућем стварању политичке коалиције око Српске листе појавиле су се средином 2016. године, али та замисао није спроведена у дјело прије скупштинских избора који су у Црној Гори одржани у октобру 2016. године, тако да су Српска странка и Странка пензионера, инвалида и социјалне правде Црне Горе на тим изборима учествовале самостално, остваривши скромне резултате.
Приликом оснивања Српске коалиције средином 2017. године дефинисан је заједнички програм који се заснива на залагању за постизање пуне равноправности српског народа у Црној Гори, путем уставног признавања државотворности и конститутивности Срба у тој држави и враћања службеног статуса српском језику у Црној Гори. Коалиција је заузела критички однос према досадашњој дјелатности најзначајнијих српских и просрпских странака у Црној Гори, указујући на бројне политичке пропусте који су учињени током претходних година, чиме је према оцјени Српске коалиције нанета велика штета виталним интересима српског народа у тој држави.
Од самог оснивања, Српска коалиција се залагала за благовремени договор свих српских и просрпских политичких снага у Црној Гори око питања о избору заједничког предсједничког кандидата, који би по народности био Србин, како се не би поновиле грешке са претходних предсједничких избора, који су одржани 2013. године. Међутим, до таквог договора није дошло, пошто су највеће српске и просрпске странке почетком 2018. године одлучиле да подрже кандидатуру Младена Бојанића, етничког Црногорца, што је у Српској коалицији оцјењено као велика политичка грешка, која ће допринети даљој разградњи српског политичког и националног идентитета у Црној Гори.
Почетком марта 2018. године, посебну пажњу јавности изазвала је иницијатива предсједништва Српске коалиције да заједнички српски кандидат на предстојећим предсједничким изборима буде Жељко Ројевић, свештеник Српске православне цркве, али та намјера се показала као неостварива, усљед канонских препрека за активно учешће свештених лица у политичком животу.
На предсједничким изборима који су у Црној Гори одржани у априлу 2018. године, заједнички кандидат Српске коалиције био је Добрило Дедеић, који је освојио 1363 гласова (0,41%). Непосредно након избора, Дедеић се у име коалиције обратио српској јавности указујући на разне немиле појаве које су пратиле процес избора одговарајућег коалиционог кандидата.
На општинским изборима који су у Црној Гори одржани у мају 2018. године, Српска коалиција је истакла кандидатске листе у појединим општинама, али није успјела да освоји одборничке мандате. Током изборног процеса, коалиција се суочила са посебним тешкоћама у Колашину (одбијена листа) и Бијелом Пољу (оспорен мандат).
Након изборног неуспјеха, Српска коалиција покушала да се консолидује, али у међувремену је дошло до осипања у њеним редовима, пошто је из коалиције иступила Српска странка, која је крајем 2018. године колективно приступила политичкој странци под називом Права Црна Гора. Иако разлози због којих је основана нису изгубили на значају, Српска коалиција се није успјела консолидовати након изборних неуспјеха, те се постепено угасила.